# Lac de Guiers
Pour les articles homonymes, voir Guiers (homonymie).
Ne doit pas être confondu avec Guiers ou Lac de Guiers 2.
Le lac de Guiers est un lac d'eau douce situé au nord du Sénégal, dans le haut-delta du fleuve Sénégal.
Moins connu que le lac Rose, c'est pourtant le plus grand lac du pays.

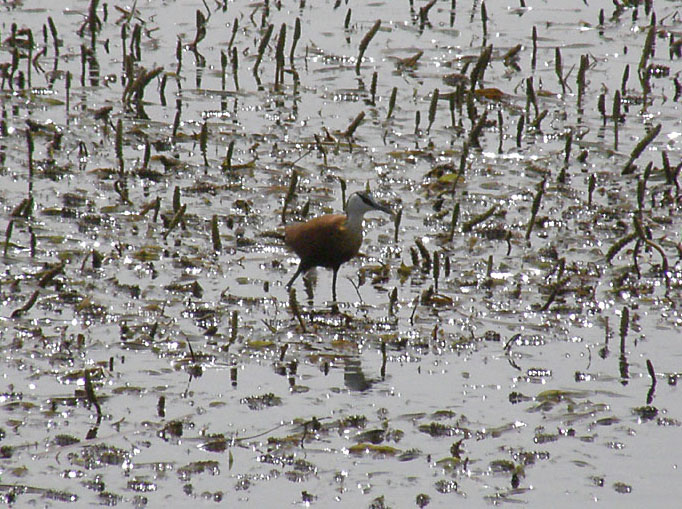
Actophilornis sur le lac

## Géographie
Non loin de la frontière avec la Mauritanie, à environ 10 km au sud-ouest de Richard-Toll, le plan d'eau s’inscrit dans un quadrilatère compris entre 15° 25' et 16° de longitude ouest et 15° 40' et 16° 25 de latitude nord.
Il occupe le centre d'une vaste dépression naturelle de 50 km de long. La longueur du lac lui-même est de 35 km, sa largeur de 8 km. Peu profond comme la plupart des lacs sahéliens, sa profondeur ne dépasse pas 2,5 m. La profondeur moyenne est de 1,3 m. À la cote + 1 m, sa surface est de 240 km2 pour un volume moyen de 390 millions de m3. À la cote + 2, sa superficie atteint 300 km2 pour un volume de 600 millions de m3.
Le lac de Guiers est alimenté par le fleuve Sénégal auquel il est relié par la rivière canalisée de la Taouey, mais aussi par les eaux de pluie de la vallée du Ferlo.

## Économie
Seul réservoir d'eau douce de la région, il approvisionne en particulier la capitale, fournissant 30 % de l'eau consommée dans l'agglomération dakaroise. Pompée et traitée sur place dans les usines de Gnith et Keur Momar Sarr, elle est acheminée par une conduite forcée souterraine de 300 km de long.
Les installations de la Sénégalaise des eaux (SDE) dans les années 1970, puis les aménagements complémentaires de 2004 ont renforcé l'importance stratégique du site, qui voit converger les populations, mais aussi diverses activités parfois concurrentes ou développées de manière anarchique.
La construction du barrage de Diama en 1985, puis de celui de Manantali en 1987 ont amélioré les hauteurs d'eau et facilité l'irrigation, mais des perturbations environnementales sont aussi apparues (proliférations de plantes aquatiques, etc.).
Alors qu'elles sont entourées par une zone semi-désertique qui vit traditionnellement de l'élevage, les rives du lac sont donc assez fertiles, et des champs de canne à sucre, gérés par la Compagnie sucrière sénégalaise (CSS), ont pu s'étendre au nord. L'agriculture paysanne produit aussi du riz et des patates douces.
La pêche constitue également une activité significative, fournissant environ 2 000 tonnes de poisson par an.
Cependant la gestion du lac n'est pas facilitée par le grand nombre d'acteurs impliqués (région de Saint-Louis, région de Louga, communautés rurales...).

## Histoire

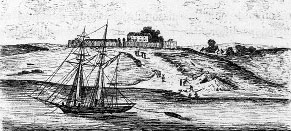
Fort de Merinaghen sur le lac de Guiers

Le lac a connu une histoire mouvementée, il a fait partie des royaumes du Tekrour, du Walo et du Djolof.
Sur la rive occidentale se trouvait la troisième et dernière capitale du royaume du Walo, une localité qui existe toujours sous le nom de Nder.
Comme en témoignent notamment les cartes du Sénégal établies par le père Labat, le lac a porté autrefois le nom de Panier Foule (ou Pania Fuli), en référence au peuple peul.